# پرواز شماره ۵۹۱۶ هواپیمایی سپاهان
پرواز شمارهٔ ۵۹۱۶ هواپیمایی سپاهان یک فروند هسا ایران-۱۴۰ متعلق به شرکت هواپیمایی سپاهان از تهران عازم فرودگاه طبس بود، در ۱۹ مرداد ۱۳۹۳ و لحظاتی پس از پرواز خود از فرودگاه مهرآباد در ساعت ۹:۱۸ به وقت محلی، در شمال شرقی همان فرودگاه و در بلوار شیشه مینا شهرک آزادی سقوط کرد.
این هواپیما دارای ۴۸ سرنشین بود که مرگ ۴۰ تن از آنان تأیید شده‌است. خلبان این هواپیما علی ایزدپناهی بود که درجه استاد خلبانی با ۸۰۰۰ ساعت پرواز بدون سانحه را داشت و در سال آخر خدمت خود و از بازنشسته‌های نیروی هوایی ارتش بود. بنا به گزارش‌ها لحظاتی پس از برخاست از باند فرودگاه مهرآباد ایشان با برج مراقبت تماس گرفته و اعلام مشکل موتور سمت راست را کرده بود. خلبان پس از آنکه متوجه می‌شود موتور سمت راست از کار افتاده تصمیم به برگشت به فرودگاه با دیگر موتور می‌نماید ولی مطابق کتاب پرواز (Flight Manual) اقدام نمی‌کند و هواپیما را در وضعیت خطرناک قرار می‌دهد.
روز بعد از سانحه رئیس سازمان هواپیمایی کشوری اعلام کرد: طراحی هواپیما به گونه‌ای است که با یک موتور هم امکان ادامه پرواز یا فرود را دارد. وی در جمع خبرنگاران گفت: اطلاعات نشان می‌دهد که یکی از موتورهای هواپیما درحین صعود و در ارتفاع پایین اشکال پیدا کرده‌است، البته طراحی هواپیماها به گونه ای انجام می‌شود که از دست دادن یک موتور، مانع ادامه پرواز یا بر زمین نشستن هواپیما نمی‌شود. او با بیان اینکه از این رو از نظر طراحی قاعدتاً این هواپیما هم باید می‌توانسته به پرواز ادامه دهد یا فرود بیاید، گفت: باید بررسی کنیم که چه شرایط خاصی وجود داشته که هواپیما با ایجاد مشکل در یک موتور نتوانسته‌است روی زمین بنشیند، البته ارتفاع کم هواپیما می‌تواند یکی از دلایل باشد ولی نیاز به بررسی بیشتری دارد.
به هرحال حال خلبان، هواپیما را بر خلاف متن کتاب پرواز (Flight Manual)به طرف موتور خاموش شده می‌چرخاند و زاویه حمله را بیشتر از مقدار ذکر شده در کتاب فوق قرار می‌دهد و چرخهای هواپیما را جمع نمی‌نماید و طبعاً موفق نمی‌شود خود را به فرودگاه برساند و دچار سانحه می‌شود. از زمان برخاست تا سقوط هواپیما ۴ دقیقه طول کشید. اعضای باشگاه فوتبال سپاهان اصفهان دو روز پیش با همین هواپیما از تبریز به اصفهان بازگشته بودند.

## نوع هواپیما

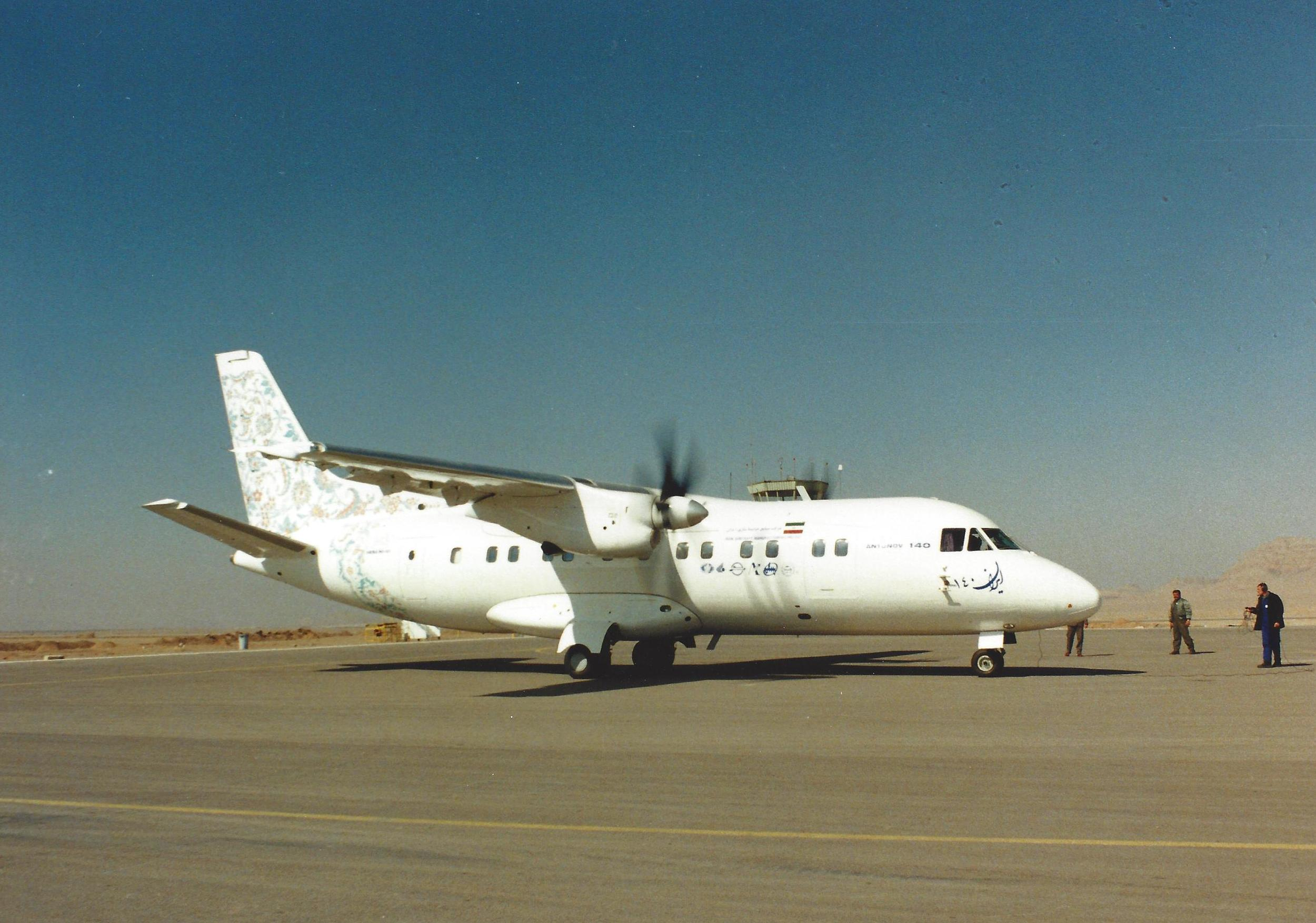
An-140 اولین هواپیمای سریالی هسا (ایران - فوریه ۲۰۰۱)

هواپیمایی که در این سانحه سقوط کرد از نوع ایران-۱۴۰ ساخت هسا در کشور ایران بودو اولین بار در سال ۱۳۸۷ پرواز کرده و به سپاهان ایر تحویل داده شد این هواپیما نمونهٔ مونتاژ شده از هواپیمای روسی-اوکراینی آنتونوف-۱۴۰ بود، که قبل از این حادثه در مجموع چهار بار در جهان حادثه داشته‌است که سه حادثهٔ آن در کشور ایران و یک حادثهٔ دیگر در کشور آذربایجان برای هواپیمای آنتونوف-۱۴۰ رخ داده بود. طراحی اولیه موتور این هواپیما برای بالگرد قدرتمند میل ۱۷ و به نام موتور TV3-117MT بوده‌است، که دفتر طراحی موتور کلیموف Klimov روسیه با ایجاد تغییرات عمده آن را به نام TV3-117VMA-SBM1 و برای هواپیما تغییر داده‌است. ظرفیت این هواپیما حمل ۵۲ مسافر است.

## تلفات
منابع رسمی آمار تلفات این حادثه را ۴۰ نفر از سرنشینان هواپیما اعلام کردند. در میان کشته شدگان این سقوط، ۷ کودک دیده می‌شود. ۸ نفر از مسافران هم در این حادثه، زخمی شدند. محمد عابدزاده یکی از بازماندگان سقوط هواپیمایی سپاهان اعلام کرد که حفره ایجاد شده در بدنه هواپیما سبب نجات جان وی و همسرش شده‌است. ماشاالله شکیبی نماینده سابق مردم فردوس و طبس در میان کشته‌شدگان این حادثه بود. یک راننده تاکسی نیز با دیدن هواپیمایی که به سوی زمین می‌آمد از مسیر خود منحرف شد و با یک خاور تصادف کرد که در اثر این تصادف دختر جوانی دچار مرگ مغزی شد.
اسامی کشته شدگان:
عصمت عرب شیبانی، فرزاد آزاده، رضا بدری، نسرین بی‌طرف ثانی، غلامرضا عدالت، غلامحسین قاسمی، قاسم قپان وری، مهدیه هوایی، نگین محمودی، مژگان جهانگیری، محمد کاشانی، آوینا کاظمی، مجید کاظمی، فرزاد خان دوستانی، عصمت خسروی، خدابخش خسروی، بیژن خسروی، شیرین خسروی، زهرا خسروی، علی اصغر منافی، سعید محمدی آرا، علیرضا مولاپسندی، امیرعباس ناهید، مژگان استاد، سید ماشاءالله شکیبی، فرانک شیروانی مقدم، سید محمدطاها طالبی، زینب سادات طالبی، آرمینا یزدانی، مهدی یزدانی

## فرایند حادثه
خلبان پس از سوار کردن مسافران از شرق به غرب (آزادی - کرج) فرایند برخاست را عملیاتی می‌کند و پس از ۲ دقیقه موتور سمت راست به اصطلاح پروازی «می‌رود» و از کار می‌افتد. در همین هنگام هواپیما به سمت راست خود میل کرده و برج مراقب به خلبان دستور می‌دهد تا از سمت چپ دور بزند (خلاف عقربه‌های ساعت و بطرف موتور زنده) و از سمت رودخانه کن وارد مهرآباد شود. اما خلبان اشتباهاً بطرف موتور مرده دور می‌زند و فرمان صادره را اجرا نمی‌کند. او در این لحظات نوک هواپیما را بیش از حد مجاز بالا می‌کشد که این کار باعث کاهش سرعت و نزدیک شدن به واماندگی (استال) هواپیما می‌شود. او قصد داشت ارتفاع را افزایش دهد، اما اشتباهات قبلی او مثل جمع نکردن ارابه فرود، سرعت کم و نامناسب حین برخاست واضافه بار مورد قبولش، اجازه ادامه این روند را به او نداد و لذا خلبان هواپیمایش را به واماندگی انداخته و با کابل فشارقوی برق برخورد کرد و به جدا شدن دم هواپیما و انفجار باک منتهی شد.

## احتمال نقص پیش از پرواز
پیش از وقوع حادثه بخش مهندسی زمینی شرکت هواپیمایی سپاهان در بررسی‌هایش متوجه اشکال جزیی در موتور سمت چپ هواپیما شده بود (که البته در این سانحه موتور سمت چپ تا آخر بدرستی و کامل کار کرده‌است، لذا در سانحه تأثیر نداشته‌است).
سردار احمدی مقدم رئیس پلیس ایران دربارهٔ حادثه گفت: دوربین‌های پلیس ثبت کرده این هواپیما نقص فنی داشته و یکی از موتورهای آن پیش از سقوط آتش گرفته‌است! به گفته حامد قادرمزی سخنگوی کمیسیون عمران و نماینده مردم شهرستان‌های قروه و دهگلان در مجلس، هواپیما پیش از پرواز چک نشده و خلبان نیز نسبت به وجود مشکلات فنی در آن هشدار داده بود.. رئیس سازمان هواپیمایی کشوری گفت یکی از موتورهای هواپیما در ارتفاع پایین دچار مشکل شده‌است، اما دلیل سقوط از دست رفتن موتور نیست چرا که به گفته او، هواپیما با یک موتور هم می‌تواند فرود بیاید.

## جعبه سیاه
مقامات ایران جعبه‌های سیاه هواپیما و نوار مکالمات خلبان را یک روز پس از حادثه یافته و تحویل وزارت راه داد، وزارت راه هم در حال مذاکره با اوکراین، سازنده اصلی هواپیما است تا مشخص شود جعبه سیاه باید در ایران باز شود یا به اوکراین فرستاده شود. بر اساس مقررات، بعد از وقوع سانحه باید به کشور سازنده هواپیما اطلاع داد تا آن‌ها در صورت ضرورت نمایندگانی به ایران اعزام کنند. معاون وزیر راه و شهرسازی گفت ایران نمی‌تواند جعبه سیاه هواپیما را باز کند.

## علل اصلی سقوط
تیم بررسی دفتر سوانح و حوادث (AAIB) ایران، علت این سانحه را ترکیبی از این موارد تعیین کرد: ۱- خرابی کنترل الکترونیکی موتور (SAY-2000) همزمان با خاموش شدن موتور شماره ۲ هواپیما، دو ثانیه قبل از برخاست هواپیما، ۲- چارت کارایی گیج کننده کتاب پروازی هواپیما (AFM) که باعث شد خلبانان به محاسبه عملکرد هواپیما، که حداکثر وزن برخاست (MTOM) را بیش از حد بدست آمده بود، اطمینان کنند.
مهم ترین عامل سقوط استاندارد نبودن این هواپیما بویژه برای پرواز مسافری اعلام شد.

## عاقبت ۱۲ فروند ایران ۱۴۰ داخلی‌سازی شده
هسا یا همان هواپیماسازی ایران، ۱۲ فروند از ایران ۱۴۰ را ساخته‌است که از این تعداد، تا امروز ۲ فروندش سقوط کرده‌اند. هسا ۲ فروند از این نوع هواپیما را هم به ناجا فروخته‌است که این دو فروند در امر باربری در این ارگان انتظامی به کار گرفته شد. ۳ فروند هم از سوی سازمان هواپیمایی کشوری تا کشف علت سانحه منع پرواز شد.

## بازتاب‌ها و واکنش‌ها

### خارجی
- خبرگزاری آمریکایی سی‌ان‌ان در گزارشی کوتاه با اشاره به این حادثه بیان داشت که هر ۴۸ نفر مسافر این حادثه در دم جان سپردند. این خبرگزاری نوع هواپیمای سانحه دیده را آنتونوف-۱۴۰ عنوان کرده‌است.[۲۱]
- بی‌بی‌سی در گزارش خود از این حادثه ضمن اشاره به سابقه این نوع حوادث در ایران، فرسودگی و نبود دانش فنی در صنعت هوانوردی را علت این حوادث معرفی کرد.[۲۲]
- العربیه در بازتاب نقشه‌ای نادرست از سقوط هواپیما اشتباهاً به نمایش گذاشت‌که هواپیما در میدان آزادی سقوط کرده‌است.[۱۴]

### داخلی
- در پی این حادثه مهرداد بائوج لاهوتی نماینده مردم لنگرود در نشست علنی مجلس بیان داشت که کمیسیون عمران مجلس از قبل نگرانی خود را در جریان بازدید از مراحل ساخت این هواپیما اعلام کرده بوده‌است و نباید به این شرکت اجازهٔ پرواز این هواپیما داده می‌شد.[۲۳]
- حسن روحانی رئیس‌جمهور وقت ایران در پیامی که در وبسایت رسمی ریاست جمهوری ایران در همان روز انتشار یافت، ضمن ابراز تأسف نسبت به این حادثه، وزیر راه و شهرسازی را مأمور تهیه گزارشی از این حادثه نمود.[۲۴] همچنین وی دستور داد تا پرواز هواپیماهای ایران ۱۴۰ تا زمان تحقیق دربارهٔ علت سقوط آن متوقف شود.[۲۵] یک هفته بعد حسن روحانی، در دستوری جداگانه پرواز مسافری هواپیمای آنتونوف ۷۴ را هم ممنوع و این نوع هواپیما را موقتاً از چرخه پرواز خارج کرد. البته این هواپیما به چرخه پروازی برگشته است.[۲۶]
- علیرضا خسروی عضو کمسیون عمران مجلس پس از این حادثه در مورد ضعف این مدل از هواپیما اظهار داشت «این نوع هواپیما تاکنون چهار مورد تجربه سقوط داشته‌است، ایران ۱۴۰ هنوز استانداردهای خارجی را دریافت نکرده و در شرف اقدام برای کسب این استانداردها بوده‌است.»[۲۷]
- احمد خرم وزیر پیشین راه و ترابری ایران در واکنش به این سانحه گفت «هواپیمایی کشوری پرواز این هواپیما را تأیید نکرده‌است. به ایرلاین‌ها هم ابلاغ شده که از این هواپیما استفاده نکنند. حال چه اتفاقی افتاده که این هواپیما پرواز کرده‌است. سؤال اینجاست که مسئولان چگونه اجازه دادند که این هواپیما پرواز کند آن هم پرواز مسافری».[۲۸]